# Leptonychia mayumbensis
Leptonychia mayumbensis är en malvaväxtart som beskrevs av Germain. Leptonychia mayumbensis ingår i släktet Leptonychia och familjen malvaväxter. Inga underarter finns listade i Catalogue of Life.